# Dominique-Marie David

Erzbischofswappen von Dominique-Marie David

Dominique-Marie Jean Michel David (* 21. September 1963 in Beaupréau, Frankreich) ist ein französischer Geistlicher und römisch-katholischer Erzbischof von Monaco.

## Leben
Dominique-Marie David studierte nach dem Besuch des Lyzeums Anglistik an der Université Catholique de l’Ouest in Angers und arbeitete nach dem Abschluss mit dem Lizenziat als Englischlehrer. Als Mitglied der Gemeinschaft Emmanuel besuchte er das interdiözesane Seminar in Louvain-la-Neuve und studierte an der Université catholique de Louvain Theologie. Am 29. Juni 1991 empfing er durch Bischof Émile Marcus PSS das Sakrament der Priesterweihe für das Bistum Nantes.
Neben verschiedenen Aufgaben in der Pfarrseelsorge des Bistums Nantes war er in der Gemeinschaft Emmanuel von 1995 bis 2001 für die liturgischen Dienste und von 1997 bis 2001 für das Maison Saint-Martin in Paris verantwortlich, das der Ausbildung der Seminaristen der Gemeinschaft dient. Von 2009 bis 2015 war er für die geweihten Mitglieder und die Seminaristen der Gemeinschaft verantwortlich. Von 2016 bis 2019 war er Rector ecclesiae der Kirche Santissima Trinità dei Monti an der Spanischen Treppe in Rom. Seit 2019 gehörte er dem Lehrkörper des interdiözesanen Seminars Saint Jean in Nantes an.
Papst Franziskus ernannte ihn am 21. Januar 2020 zum Erzbischof von Monaco. Sein Amtsvorgänger Bernard Barsi spendete ihm am 8. März desselben Jahres die Bischofsweihe. Mitkonsekratoren waren der Erzbischof von Bordeaux, Jean-Paul James, und der Bischof von Le Mans, Yves Le Saux.
Dominique-Marie David ist Großprior der Statthalterei Monaco des Ritterordens vom Heiligen Grab zu Jerusalem.